# HD 200052
HD 200052，又名CD-2715197，SAO 189942、HR 8045，是一颗恒星，视星等为6.05，位于銀經19.22，銀緯-39.32，其B1900.0坐标为赤經20h 55m 49.2s，赤緯-27° -39.32′ 19″。